# Homalopoma engbergi
Homalopoma engbergi är en snäckart som först beskrevs av Willett 1929.  Homalopoma engbergi ingår i släktet Homalopoma och familjen turbinsnäckor. Inga underarter finns listade i Catalogue of Life.